# Що таке життя?
Що таке життя? — науково-популярна книга Ервіна Шредінгера, написана 1944 року на основі серії публічних лекцій, які він давав 1943 року в Триніті-Коледжі в Дубліні. У цій праці Шредінгер намагається пояснити біологічні процеси з точки зору фізики. «Що таке життя?» стала класикою науково-популярної літератури і відіграла важливу роль у розвитку біології, особливо генетики, привернувши до неї увагу представників «точних» наук.
Одним із найважливіших теоретичних передбачень у «Що таке життя?» є припущення, що фізичний носій спадкової інформації (на той час ще не було накопичено достатньо експериментальних даних на користь того, що ним є ДНК) є аперіодичним кристалом. Згодом це твердження було доведено внаслідок відкриття структури ДНК Френсісом Кріком, Джеймсом Вотсоном, Морісом Вілкінсом та Розалінд Франклін і подальших досліджень, зокрема розшифрування генетичного коду. Цікаво, що троє із чотирьох вчених, які стоять за відкриттям подвійної спіралі ДНК, відзначали книжку «Що таке життя?» як джерело натхнення: як Крік, так і Вілкінс були фізиками, і прийшли в біологію частково під впливом роботи Шредінгера, Вотсон зацікавився ДНК у великій мірі внаслідок співпраці із Сальвадором Лурією та Максом Дельбрюком, але на його погляди також мала вплив і книжка «Що таке життя?».

## Зміст
«Що таке життя?» складається із семи розділів та епілогу. Перший розділ має назву «Підхід класичного фізика до предмету», на його початку Шредінгер окреслює основне питання і завдання, яке він ставить у цій праці:
|  | Яким чином фізика та хімія можуть пояснити процеси, що відбуваються у просторі і часі всередині живого організму? Попередню відповідь, яку намагається роз'яснити та довести ця книжка, можна сформулювати наступним чином: Очевидна нездатність сучасної фізики та хімії дати пояснення таким явищам зовсім не є причиною сумніватись, що вони можуть бути пояснені цими науками.Оригінальний текст (англ.) How can the events in space and time which take place within the spatial boundary of a living organism be accounted for by physics and chemistry? The preliminary answer which this little book will endeavor to expound and establish can be summarized as follows: The obvious inability of present-day physics and chemistry to account for such events is no reason at all for doubting that they can be accounted for by those sciences. |

Перший розділ присвячений у великій мірі питанню «Чому атоми такі малі?», точніше, чому ми такі великі у порівнянні з атомами. Це пояснюється тим, що закони фізики носять статистичний характер (як приклади приводиться парамагнетизм, броунівський рух та дифузія), і про будь-який процес можна говорити із похибкою у {\displaystyle {\sqrt {n}}}, де {\displaystyle n} — кількість атомів, що бере в ньому участь, а отже відносна похибка поводить себе як {\displaystyle \sim 1/{\sqrt {n}}}. Тому, щоб жива система поводилась впорядковано, а так вона і поводиться, вона повинна складатись із великої кількості атомів.
Другий розділ «Механізм спадковості» та третій «Мутації» узагальнюють знання з генетики доступні на той час: зокрема, що фізичним носієм спадкової інформації є хроматин, розташований у ядрі клітини, передача цієї інформації від клітини до клітини відбувається внаслідок поділу ядра — мітозу. Також описаний мейоз і його складова частина — кросинговер, роль цього процесу в статевому розмноженні та формуванні генетичної різноманітності. В кінці другого розділу Шредінгер обговорює методи, що дозволяють обрахувати максимальний розмір гену, застосовуючи які можна встановити, що він повинен бути приблизно як кубик із стороню 300 Å, а отже містити найбільше кілька мільйонів атомів. З точки зору статистичної фізики таке число атомів є недостатнім для того, щоб поведінка гену була впорядкованою і передбачуваною, однак гени залишаються стабільними впродовж тривалого часу і передаються із покоління в покоління.
У розділі, присвяченому мутаціям, Шредінгер проводить паралель між їх стрибкоподібною природою та квантовою теорією, в якій перехід між двома різними станами атома також перервний. Також він наголошує, що природні мутації повинні бути рідкісними подіями і обговорює феномен мутагенної дії іонізуючого випромінювання. Посилаючись на праці Тимофєєва-Ресовського, Шредінгер наводить дві важливі властивості мутацій: по-перше, вони є дискретиними поодинокими подіями, по-друге, вони локалізовані у просторі (ймовірно відбуваються в об'ємі, обмеженому розміром куба із стороною у 10 атомних радіусів).

### Аперіодичний кристал і модель Дельбрюка
Четвертий розділ «Дані квантової механіки» і п'ятий «Обговорення і перевірка моделі Дельбрюка» також значною мірою ґрунтуються на спільній праці Дельбрюка, Тимофєєва-Ресовського та Ціммера «Über die Natur der Gennmutation und der Genstructur» (Про природу генних мутацій та структури генів). Шредінгер звертає увагу на те, що гени залишаються незмінними впродовж дуже тривалого часу, це неможливо пояснити, виходячи із статистичних законів фізики, враховуючи відносно невелику кількість атомів, що входять до їхнього складу. Отже, ймовірно, що ген — це молекула, а її стійкість забезпечується ковалентними зв'язками (гайтлер-лондонівськими взаємодіями). Шредінгер називає ген «аперіодичним кристалом», він зазначає:
|  | Маленьку молекулу можна назвати «зароком твердого тіла». Видається, що є два шляхи побудувати більші та складніші утворення, починаючи із такого малого твердого зародка. Один із цих шляхів — це порівняно нудне повторення одної і тієї ж структури у трьох вимірах знову і знов ... Інший шлях - це побудова все більш і більш розширеного агрегату без монотонного механізму повторення. Це випадок дедалі складнішої органічної молекули, в якій кожен атом, кожна група атомів відіграє індивідуальну роль, не повністю рівнозначну ролі інших атомів і груп атомів (як у випадку періодичної структури). Ми можемо цілком обґрунтовано назвати таку молекулу аперіодичним кристалом або твердим тілом, і узагальнити теорію, скзавши: Ми вважаємо ген, або, можливо, всю нитку хромосоми, аперіодичним кристалом.Оригінальний текст (англ.) A small molecule might be called 'the germ of a solid'. Starting from such a small solid germ, there seem to be two different ways of building up larger and larger associations. One is the comparatively dull way of repeating the same structure in three directions again and again ... The other way is that of building up a more and more extended aggregate without the dull device of repetition. That is the case of the more and more complicated organic molecule in which every atom, and every group of atoms, plays an individual role, not entirely equivalent to that of many others (as is the case in a periodic structure). We might quite properly call that an aperiodic crystal or solid and express our hypothesis by saying: We believe a gene — or perhaps the whole chromosome fibre — to be an aperiodic solid. |

Також Шредінгер говорить про необхідність існування певного генетичного коду, за допомогою якого, як за допомогою азбуки Морзе, можна записати «чотиривимірний план» живого організму, тобто його будову і властивості в кожен період онтогенезу.
Розглядаючи модель Дельбрюка, Шредінгер пише, що мутації є квантовими переходами, ймовірно, перетвореннями одного ізомеру хімічної речовини, що є геном, в іншу (хоча Шредінгер і не виключає ймовірності обміну із іншими речовинами). Такий перехід потребує певної енергії активації W (близько 1—2 еВ), яка може бути отримана внаслідок теплового руху молекул, інтенсивність якого можна виразити як kT (де k — стала Больцмана, T — абсолютна температура). В такому випадку час очікування мутації в гені, який знаходиться в середовищі із певною температурою становитиме:
{\displaystyle t=\tau e^{W/kT}}(τ — константа, що відображає період коливань, які відбуваються у системі).
Джерелом енергії під час спонтанних мутацій є тепловий рух молекул, але за температури 36 °C, різниця між W і kT є доволі суттєвою, а, отже, час очікування переходу тривалий. Тому спонтанні мутації є рідкісним явищем.
Механізм мутагенної дії іонізуючого випромінювання Шредінгер пояснює наступним чином: в одному акті йонізації виділяється близько 30 еВ енергії, яка розповсюджується в середовищі у вигляді «теплової хвилі». Ця теплова хвиля дозволяє передати порогову енергію, необхідну для мутації (1—2 еВ), на відстань близько 10 атомних радіусів. Це уявлення про вплив іонізуючого випромінювання на частоту мутацій було хибне, як показав Вайсс у 1944 (коли книжка Шредінгера була в друці), основні біологічні ефекти виникають в першу чергу внаслідок утворення гідроксильних радикалів та радкалів Гідрогену.

### Негативна ентропія
Шостий розділ книжки називається «Впорядкованість, невпорядкованість та ентропія» і присвячений питанню «чим відрізняється жива матерія від неживої». Шредінгер відповідає на це питання, стверджуючи, що для живих організмів характерна «впорядкованість базована на впорядкованості», на противагу «впорядкованості базованої на невпорядкованості», властивої для статистичних законів фізики. У живих системах невелика група атомів (фізичні носії спадкової інформації) «керують» утворенням нової впорядкованої системи, яка здатна підтримувати такий стан впродовж тривалого часу. «Для фізиків» Шредінгер пояснює основну властивість живих організмів таким чином:
|  | Живий організм можна уявити як макроскопічну систему, яка частково наближається до чисто механічної (на противагу термодинамічній) поведінки, до якої прямують всі системи із приближенням температури до абсолютного нуля і усуненням молекулярного безладу. Оригінальний текст (англ.) The living organism seems to be a macroscopic system which in part of its behaviour approaches to that purely mechanical (as contrasted with thermodynamical) conduct to which all systems tend, as the temperature approaches absolute zero and the molecular disorder is removed. |

Живі системи уникають переходу до термодинамічної рівноваги (тобто, у їхньому випадку, — смерті) постійно харчуючись «негативною ентропією» (негентропією), яка міститься у їжі тварин, а у випадку рослин — у сонячному світлі:
|  | Так і живий організм постійно збільшує свою ентропію, або, іншими словами, виробляє позитивну ентропію, і тому ризикує наблизитись до небезпечного стану максимальної ентропії, тобто смерті. Уникнути цього, тобто залишатись живим, він може тільки постійно видаляючи із середовища негативну ентропію...Оригінальний текст (англ.) Thus a living organism continually increases its entropy — or, as you may say, produces positive entropy — and thus tends to approach the dangerous state of maximum entropy, which is of death. It can only keep aloof from it, i.e. alive, by continually drawing from its environment negative entropy ... |

У сьомому розділі «Чи базоване життя на законах фізики?» Шредінгер передбачає, що детальніше вивчення живих організмів, особливо механізмів спадковості, призведе до відкриття нових законів фізики. Використовуючи класифікацію Макса Планка із його праці «Dynamische und statistische Gesetzmässigkeit» (Динамічний і статистичний тип закону), Шредінгер стверджує, що у живих організмах повинні діяти якісь спеціальні динамічні закони. Він порівнює організм із «ідеальним годинниковим механізмом», у якому «зубцями шестерні» є хромосоми.

### Епілог
В епілозі під назвою «Про детермінізм і свободу волі» Шредінгер «дозволяє собі трохи філософії». Він виходить із двох засновків: «(i) Моє тіло функціонує як чистий механізм згідно із Законами Природи. (ii) Проте із безпосереднього беззаперечного досвіду я знаю, що керую своїми діями, передбачаючи важливі і доленосні наслідки, і несу повну відповідальність за них.», і в ході розмірковувань, доходить до висновку, що свідомість не є множинною. Шредінгер висловлює підтримку ідеї древніх Упанішад Атман=Брахман (тобто особиста душа рівна всюдисущій вічній душі), і говорить про те, що схожі міркування властиві також і містикам, погляди яких можна виразити словами лат. «Deus factum sum» (Я став богом).

## Вплив на розвиток біології
Книга Шредінгера «Що таке життя?» вплинула на розвиток біології у 1950-их роках двома шляхами: по-перше, вона привернула увагу багатьох фізиків до проблем генетики, по-друге, безпосередньо вплинула на напрямки досліджень, що проводились у той час.
Серед фізиків, які зацікавились генетикою під впливом праці Шредінгера, Сеймур Бенцер, Моріс Вілкінс, Френсіс Крік. Про вплив книжки «Що таке життя?» згадував також і Джеймс Востсон: «Подібно до того, як птахи прив'язали мене до біологічних наук, прославляння гену Шредінгером привело мене до того, що я присвятив своє життя вивченню генетики».
Деякі фізики дуже захопились ідеєю про те, що генетичні мутації можна розглядати як квантово-механічний перехід від одного стабільного стану до іншого. Наприклад, Кріус Левінталь  намагався сконструювати УФ-монохроматор, який повинен був вимірювати поглинання ультрафіолетового випромінювання геном дикого типу та мутантним. Проте свою роботу він полишив, не завершивши, оскільки стало зрозуміло, що вона не мала перспективи. Фізики-теоретики проводили обрахунки, що мали на меті пояснити механізм «спаровування» подібних генів під час процесів сайт-специфічної рекомбінації. І хоча отримані результати нормально співвідносились із експериментальними даними, їх не можна вважати коректними, через те, що вони не брали до уваги водневих зв'язків та спеціальних ферментів.
Багато фізиків, таких як Нільс Бор та Макс Дельбрюк, сподівались, що, як передбачав Шредінгер, глибше вивчення генетики дозволить відкрити якісь нові фізичні закони. Через це вони регулярно проводили у Копенгагені симпозіуми й семінари, присвячені цій науці. Проте, їхні сподівання не справдились. Сам Шредінгер після написання «Що таке життя?» особливо не цікавився біологією, як згадує Невіл Саймондс, який працював з ним, Шредінгера захоплювало багато різних питань, дослідивши які до певної міри він брався за щось інше:
|  | Він писав книжки про філософію, розум, про термодинаміку, і в зовсім іншому руслі він писав ще й поезію. Десь поміж цим всім він зіштовхнувся, із проблемою опрацьованою в «Що таке життя?», її було обдумано, лекції прочитано, книжку видано, після чого Шредінгер забув цей епізод і почав розмірковувати про щось іншеОригінальний текст (англ.) [He wrote books about philosophy, about the mind, about thermodynamics, and in quite a different vein he also wrote poetry. Somewhere along the line the problem tackled in What is Life? confronted him, were thought about, lectures were given and the book written, and the episode was forgotten as he moved on to think about something else.] Помилка: {{Lang}}: текст вже має курсивний шрифт (допомога) |

## Критика
Деякі біологи поставились до книжки «Що таке життя?» критично, наприклад дворазовий лауреат Нобелівської премії Лайнус Полінг у 1987 році писав: «Коли я вперше прочитав цю книжку близько сорока років тому, це було розчарування. Я був, і досі є, переконаний, що Шредінгер не зробив жодного внеску в наше розуміння життя.» Схожої думки дотримувався і Макс Перуц, який зазначав:
|  | Однак, на жаль, ретельне дослідження цієї книжки та пов'язаної літератури, показало мені, що все, що було правдивого у книжці, не було новим, а все, що було новим, було відоме як неправдиве вже навіть у час написання книжки... очевидні протиріччя між життям та статистичними законами фізики можна усунути задіявши науку, яку Шредінгер значною мірою ігнорує. Цією наукою є хімія.Оригінальний текст (англ.) Sadly, however, a close study of his book and of the related literature has shown me that what was true in his book was not original, and most of what was original was known not to be true even when the book was written...the apparent contradictions between life and the statistical laws of physics can be resolved by invoking a science largely ignored by Schrödinger. That science is chemistry. |

Багато критиків праці Шредінгера, такі як Мюллер та Штент, звертали увагу на прогалини у його знанні генетики. У «Що таке життя?» упущено багато важливих результатів,  отриманих незадовго до виходу книжки: наприклад гіпотеза Бідла і Тейтема «Один ген — один фермент», а також останні генетичні дослідження на бактеріофагах. Посилаючись на Голдейна і Дарлінґтона, Шредінгер стверджує, що гени — це білки, хоча в той час вже були накопичені певні дані, що вказували на ДНК. Ґрунтовний аргумент на користь ДНК був здобутий у 1944 році в експерименті Освальда Евері, коли книжка Шредінгера якраз була у друці (тому, зрозуміло, не міг увійти в це видання).
Мюллер особливо гостро критикував епілог Шредінгера, вважаючи такі суперечливі філософські роздуми недоречними у книжці такого роду:
|  | Якщо співпраця фізика у підході до біологічних питань врешті приводить його до висновку «Я Бог Всемогунтній», і що древні індуїсти були на правильному шляху, то таку допомогу можна поставити під питання. Проте, сподіваюсь, що невдале одкровення фізика не перешкодить серйозному сприйняттю розумного викладу поглядів у тілі книжки, і що дуже важливе зближення між фізикою, хімією та генетичними основами біології нарешті розпочалось.Оригінальний текст (англ.) If the collaboration of the physicist in the attack on biological questions ﬁnally leads to his concluding that ‘I am God Almighty’, and that the ancient Hindus were on the right track after all, his help should become suspect. It is hoped, however, that the unfortunate revelation of this physicist’s inner urge will not keep the relatively sound expositions in the body of the present book from being taken seriously, and that an increasingly useful rapprochement between physics, chemistry and the genetic basis of biology is at last on the way. |